# Casita del Pescador del Buen Retiro
Casita del Pescador del Buen Retiro es uno de los caprichos, pequeñas construcciones de carácter romántico, que mandó construir el rey Fernando VII en el parque del Retiro, en Madrid, para uso exclusivo de la monarquía. El edificio, que está ubicado en la zona nororiental del parque del Retiro, está rodeado por un estanque y conforma un jardín reservado y gabinete de descanso. En la actualidad, acoge un punto de información del Parque del Retiro.

## Historia
Las obras de la Casita se iniciaron en 1817 de mano del arquitecto mayor de Palacio Isidro González Velázquez, autor de otras construcciones en el parque del Retiro como la Montaña Artificial del Buen Retiro y otras de menor envergadura como el Embarcadero del Estanque y la Fuente Egipcia, ubicada al borde del Estanque.
La Casita del Pescador está construida a base de muros de ladrillo revocados, con huecos centrales con hornacinas adornados con molduras pompeyanas, rematada con un ático cuyas cubiertas son de planchas de cinc. El conjunto tiene el aspecto de una edificación madrileña de la época de los Austrias. Está rodeada de un pequeño estanque en el que, al parecer, pescaba el rey. El edificio está situado sobre una plataforma en medio de un estanque rodeado por una reja metálica, instalada después de la Guerra Civil Española en sustitución a la estructura de madera anterior.
Constituye uno de los pocos ejemplos que quedan de las construcciones que adornaron los jardines privados de la realeza, cuando el Parque del Retiro pertenecía a la Corona.
Caprichos
Son pequeñas construcciones, a menudo de carácter romántico, con diversas funciones y estructuras -puente, pabellón, casita- normalmente ubicadas en un parque o jardín.

## Galería de fotos

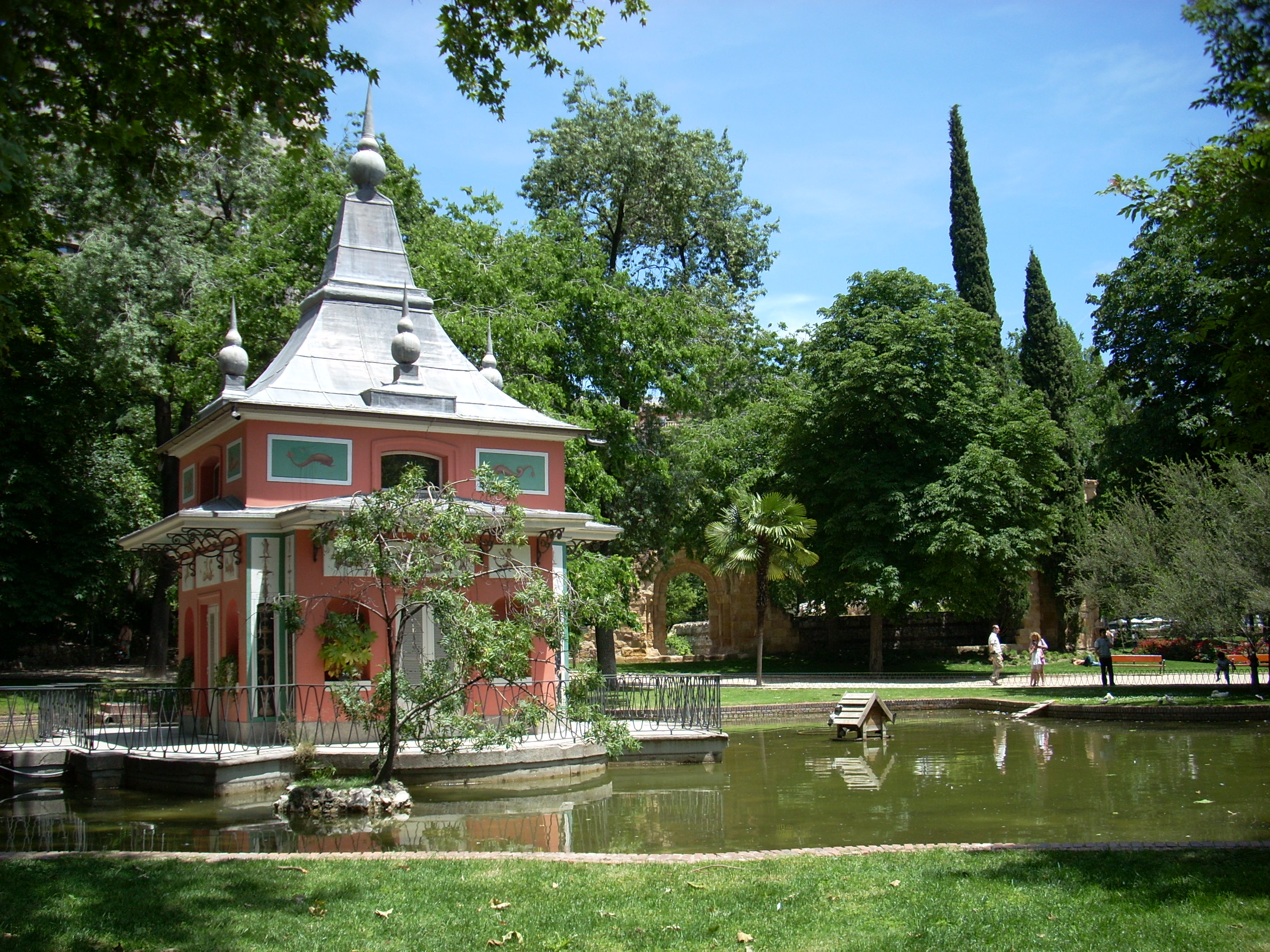
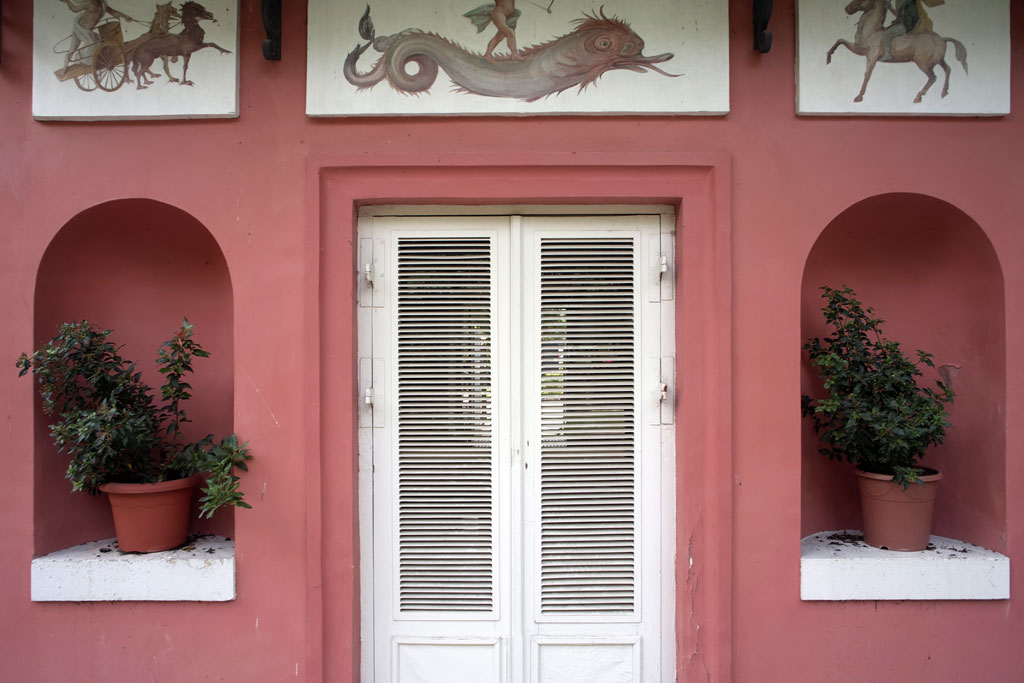
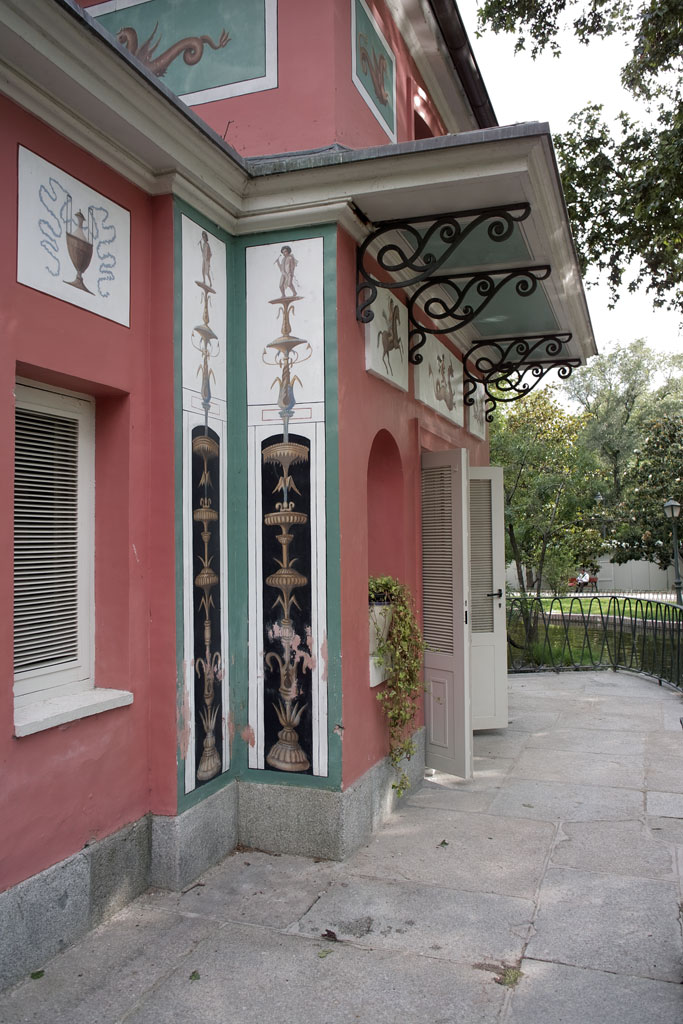
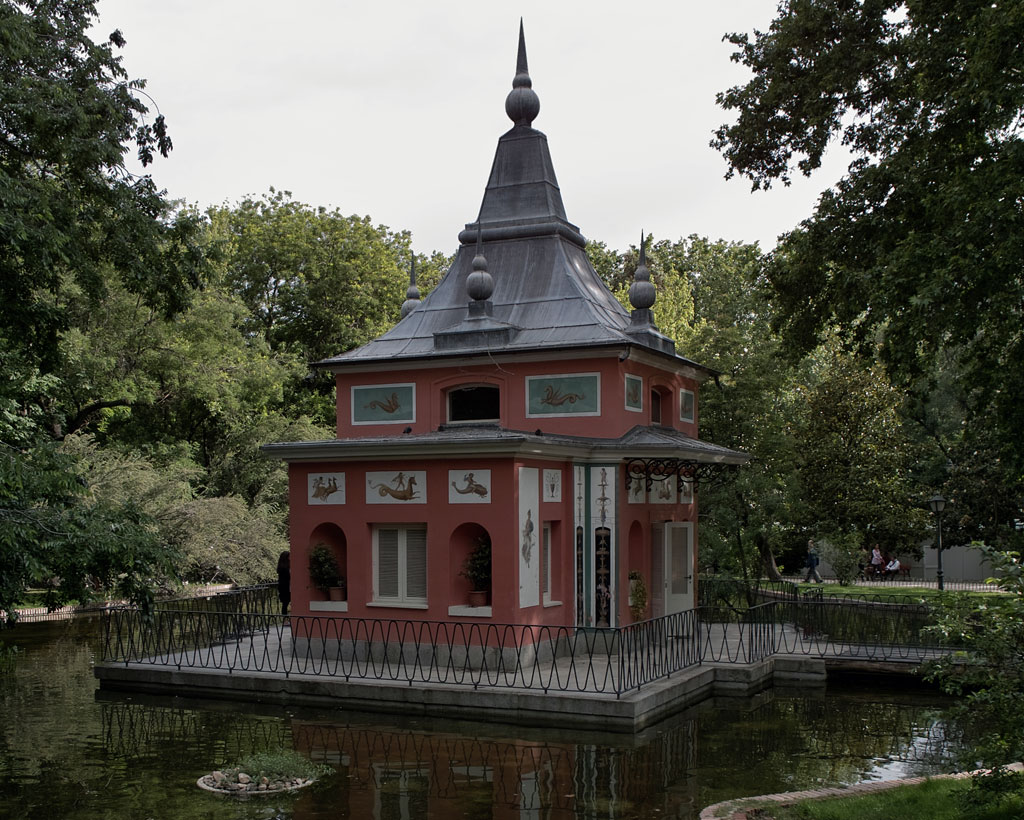
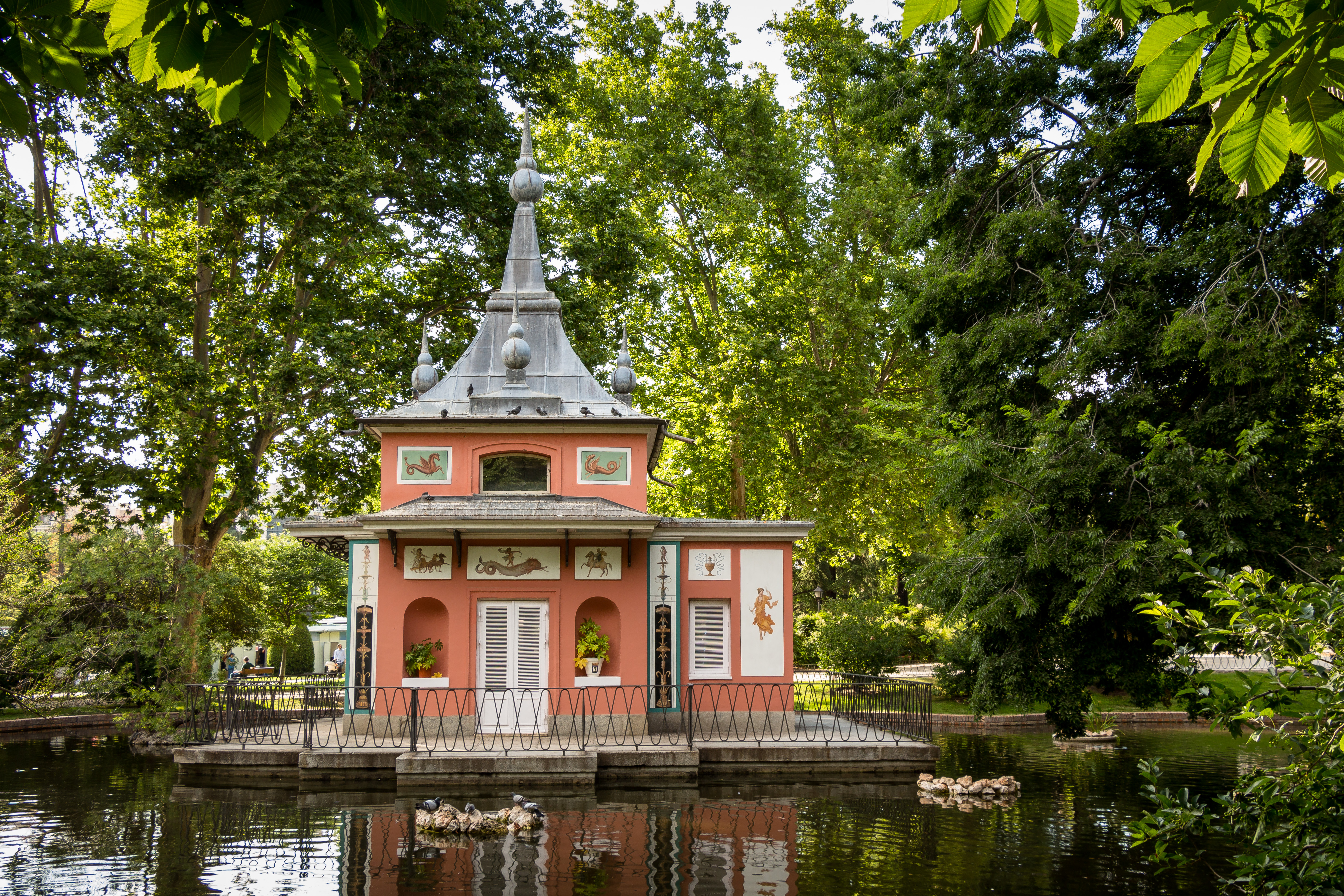
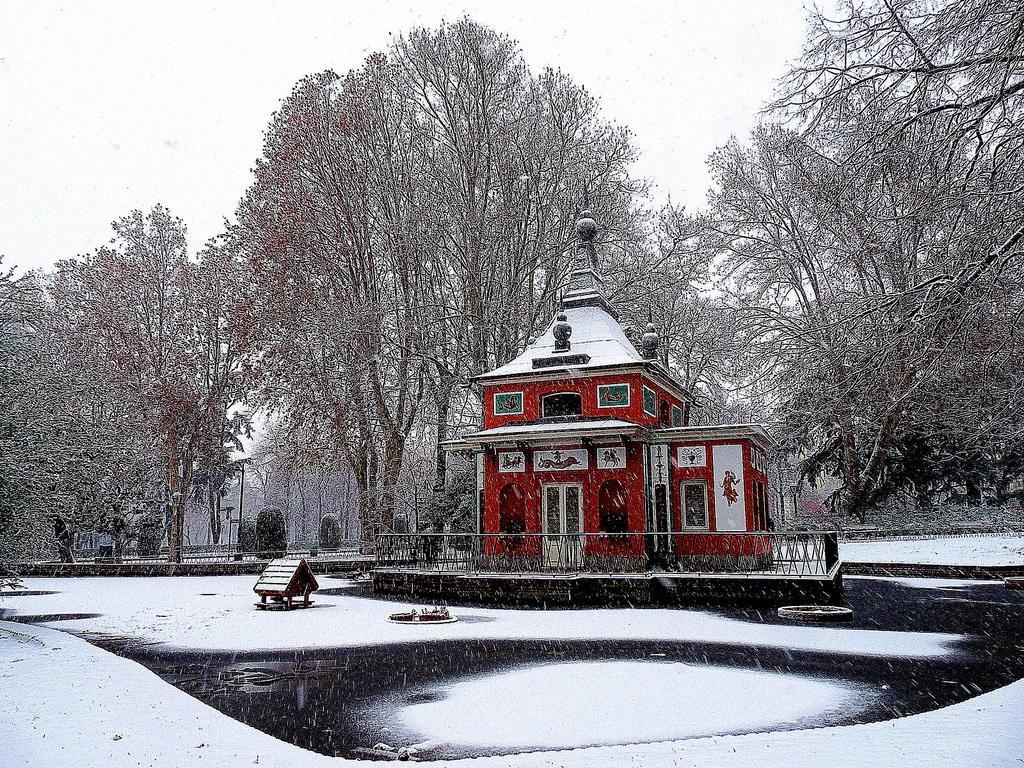
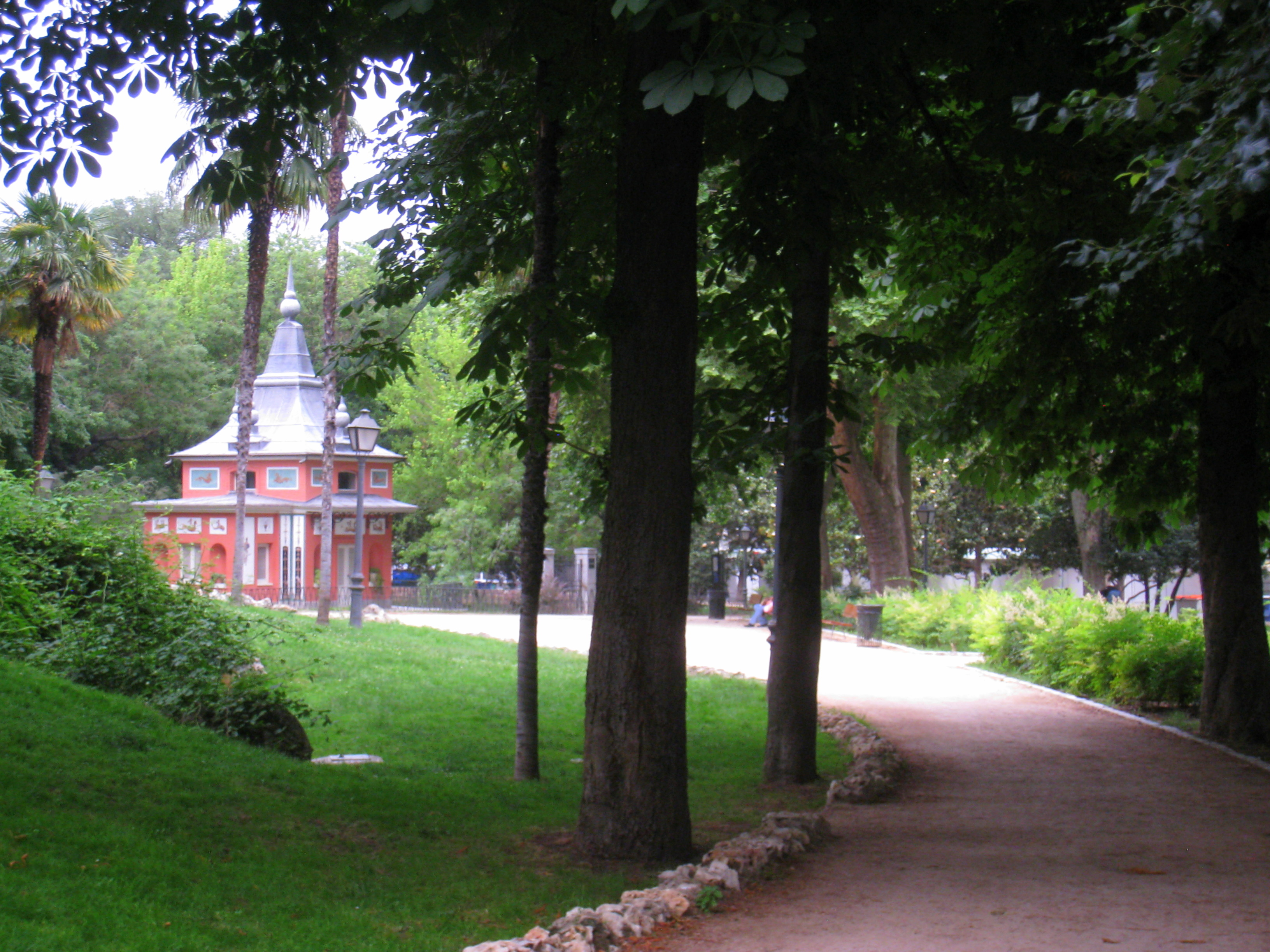